# USS John D. Henley (DD-553)
Pour les autres navires du même nom, voir USS Henley.
L'USS John D. Henley (DD-553) est un destroyer de la classe Fletcher en service dans la Marine des États-Unis (US Navy) pendant la Seconde Guerre mondiale. Il a été nommé en l'honneur du Captain (Capitaine de vaisseau) John D. Henley (1781–1835).

## Construction
Sa quille est posée le 21 juillet 1941 au chantier naval Gulf Shipbuilding Corporation de Chickasaw - Alabama, dans l'état d'Alabama. Il est lancé le 15 novembre 1942; parrainé par Mlle Shelah Keith Kane, arrière-arrière-arrière-petite-fille du capitaine Henley, et mis en service le 2 février 1944.

## Historique
Après un entraînement exhaustif aux Bermudes, le nouveau destroyer arrive à Norfolk le 28 mars 1944. Naviguant vers le Pacifique via le canal de Panama, il arrive à Pearl Harbor le 23 avril 1944. Après un entraînement opérationnel, le John D. Henley escorte des pétroliers de la Flotte jusqu'à Majuro et revient le 17 mai. Le 27 mai, il repart pour Majuro où il devient le navire-amiral d'un groupe de ravitaillement. Le 6 juin 1944, les navires se rendent aux Mariannes pour ravitailler la Flotte pendant la prise et l'occupation de Saipan et de Tinian. Au cours de cette longue période en mer, les navires sont attaqués par l'aviation les 17 et 18 juin. Ils retournèrent à Eniwetok le 14 août.
Alors que les forces amphibies mobiles de la marine se préparaient à entrer dans les Palaos, le John D. Henley rejoignit le Task Group 30.8 (TG 30.8) et quitta Manus le 1er septembre en tant que navire-amiral du groupe de ravitaillement pendant les frappes sur Peleliu et sa prise éventuelle. Les pétroliers et leurs escortes continuèrent à opérer à partir d'Ulithi jusqu'en novembre, soutenant les vastes forces opérationnelles des porte-avions qui frappaient les Philippines. Cette unité, dirigée par le capitaine (Captain) J. T. Acuff, a joué un rôle important dans le succès des forces de porte-avions.
En décembre, le destroyer s'est rendu à Guam pour une opération indépendante en tant que navire d'escorte et de patrouille dans les îles Marshall et Mariannes. Il fait ensuite route vers Ulithi, où il arrive le 31 janvier 1945 pour suivre un entraînement opérationnel en vue de couvrir les équipes de démolition sous-marine (Underwater Demolition Teams). Il appareille le 14 février pour le prochain grand débarquement sur la route des îles vers le Japon, Iwo Jima. Arrivé deux jours plus tard, il participe au bombardement précédant l'invasion et, après l'assaut d'Iwo Jima le 19 février, effectue des tâches d'appui-feu, de filtrage et de piquet radar pendant les âpres combats à terre. Il retourna à Ulithi le 5 mars pour se préparer à l'invasion d'Okinawa.
Le John D. Henley appareilla le 21 mars pour la dernière et la plus importante des opérations amphibies du Pacifique, Okinawa. Sa mission consistait à protéger les porte-avions légers dont les avions fournissaient un soutien aérien vital aux troupes au sol. Subissant des attaques aériennes périodiques, il continua à protéger son groupe de porte-avions, avec des arrêts logistiques occasionnels à Kerama Retto jusqu'au 24 juin. Il arrive au golfe de Leyte le 27 juin 1945.
Le navire vétéran est retourné dans les eaux au nord d'Okinawa le 1er juillet pour couvrir des opérations de dragage de mines. Le John D. Henley retourna à la baie de Buskner (Buckner Bay) le 7 août et y resta jusqu'à la fin de la guerre, le 15 août. Le 24 août, il a pris en charge une station de sauvetage air-mer au large du Japon, puis est parti le 2 septembre, le jour de la capitulation officielle du Japon, pour le long voyage vers la Californie, arrivant à San Francisco le 24 septembre. Il a été révisé et désarmé à San Diego le 30 avril 1946, puis est entré dans la Pacific Reserve Fleet de Bremerton, et a été amarré à Bremerton.
Le 1er mai 1968, le navire est rayé du registre des navires de guerre et en mai 1970, il est vendu et démantelé pour la ferraille.

## Décorations
Le John D. Henley a reçu 6 battle stars (étoiles de combat) pour son service pendant la Seconde Guerre mondiale.